# (36552) 2000 QH102
2000 QH102 (asteroide 36552) é um asteroide da cintura principal. Possui uma excentricidade de 0.17564650 e uma inclinação de 6.89669º.
Este asteroide foi descoberto no dia 28 de agosto de 2000 por LINEAR em Socorro.